# Tacomango, Moloacán
Tacomango är en ort i Mexiko.   Den ligger i kommunen Moloacán och delstaten Veracruz, i den sydöstra delen av landet, 500 km öster om huvudstaden Mexico City. Tacomango ligger 28 meter över havet och antalet invånare är 115.
Terrängen runt Tacomango är platt. Runt Tacomango är det ganska glesbefolkat, med 30 invånare per kvadratkilometer. Närmaste större samhälle är Villa Nanchital, 17,7 km nordväst om Tacomango. Omgivningarna runt Tacomango är en mosaik av jordbruksmark och naturlig växtlighet.